# Ayyoub Khan
Mohammad Ayyoub Khan est un prince afghan de la dynastie Barakzai né en 1858 et mort en 1914. Gouverneur de Hérat durant la seconde guerre anglo-afghane, il remporte la bataille de Maiwand contre les Britanniques le 27 juillet 1880. Il est brièvement émir d'Afghanistan avant d'être supplanté par son demi-frère Abdur Rahman Khan et termine sa vie en exil en Inde.

## Biographie

### Origines
Ayyoub Khan est le fils de l'émir Sher Ali Khan et le frère cadet de Mohammad Yakub Khan. Leur mère, Qamar Jan, est la fille de Sa'adat Khan, seigneur des Mohmand (en) de Lal Pur (en).

### Rébellion et premier exil
En 1870, Sher Ali annonce avoir choisi comme héritier son jeune fils Abdullah Jan, au détriment de Yakub et Ayyoub. L'aîné prend le contrôle de Hérat et contraint son père à le reconnaître comme gouverneur de la ville. Trois ans plus tard, l'émir souhaite confirmer Abdullah Jan dans son rôle d'héritier du trône, mais Yakub Khan refuse d'organiser des festivités à Hérat, où Ayyoub l'a rejoint entre-temps. Il se rend à Kaboul avec un sauf-conduit, ce qui n'empêche pas son père de le faire emprisonner. Ayyoub tente alors de se soulever contre Sher Ali, mais il est battu et doit se réfugier à Machhad, en Perse,.

### La seconde guerre anglo-afghane

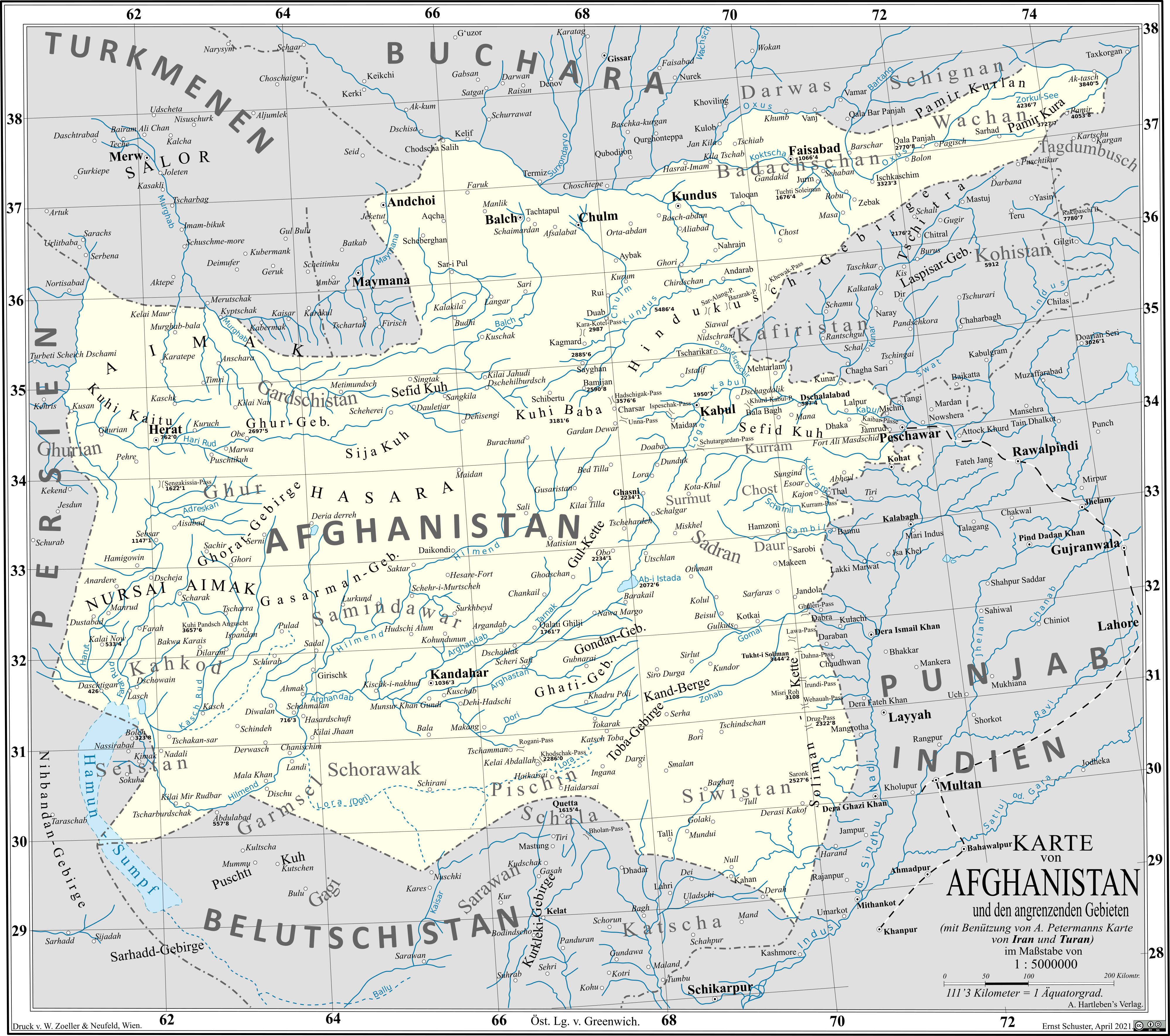
L'Afghanistan vers 1875.

Ayyoub Khan est toujours en exil lorsque la seconde guerre anglo-afghane éclate, en 1878. Il profite de la confusion pour reprendre le contrôle de Hérat grâce au soutien financier de la Perse. À la mort de Sher Ali, le 21 février 1879, Yakub est reconnu émir à Kaboul et s'empresse de négocier avec les Britanniques. Il bénéficie du soutien d'Ayyoub, mais ce dernier est confronté à l'insubordination de ses troupes, qui réclament leur solde. Incapable de les payer, il les envoie à Kaboul.
Le 3 septembre 1879, les trois régiments venus de Hérat se mutinent, prennent d'assaut la résidence britannique à Kaboul et massacrent ses occupants, dont le résident Louis Cavagnari. La réaction britannique ne se fait pas attendre : leurs troupes occupent la capitale et Yakub est contraint d'abdiquer. Ne sachant qui placer à la tête du pays, le vice-roi des Indes Robert Lytton envisage un temps de partager l'Afghanistan entre plusieurs petits émirats avant d'entrer en contact avec Abdur Rahman Khan, un cousin de Yakub et Ayyoub fraîchement rentré d'exil. Il est officiellement reconnu émir le 20 juillet 1880, mais son autorité ne s'étend que sur le nord et l'est du pays. Kandahar est aux mains du sardar Sher Ali Khan, un autre membre de la dynastie Barakzai soutenu par les Britanniques, tandis que Hérat est toujours contrôlée par Ayyoub.
Pour réunifier le pays et chasser les Britanniques, Ayyoub Khan décide de s'emparer dans un premier temps de Kandahar. Il quitte Hérat à la tête de ses troupes le 15 juin 1880. Sher Ali Khan réclame le soutien du brigadier-général George Burrows, qui commande la garnison britannique de Kandahar. Déserté par ses alliés afghans, Burrows se retrouve en infériorité numérique face à Ayyoub Khan. La bataille de Maiwand, livrée le 27 juillet 1880, se solde par un désastre pour les Britanniques, qui perdent plus de 1 200 hommes.
Ayyoub tente d'assiéger Kandahar, mais une armée de secours britannique commandée par Frederick Roberts le contraint à battre en retraite vers Hérat après la bataille de Kandahar (en), le 1er septembre 1880. Il s'agit du dernier engagement majeur de la seconde guerre anglo-afghane et les Britanniques évacuent Kandahar au mois d'avril 1881.

### Défaite contre Abdur Rahman et dernier exil
Après avoir maté une révolte des habitants de Hérat, Ayyoub Khan marche à nouveau sur Kandahar et s'empare de la ville en juillet 1881. Il choisit de ne pas poursuivre vers Kaboul et laisse Abdur Rahman venir à lui. Les deux cousins se proclament mutuellement infidèles par fatwas interposées. Leurs armées se rencontrent le 22 septembre 1881. Celle d'Ayyoub est supérieure en nombre, mais elle est fragilisée par les querelles entre ses officiers, d'autant que le prince choisit de commander à distance depuis les remparts de la ville, alors que l'émir est présent en personne au cœur de la mêlée pour galvaniser ses troupes,.
Vaincu par Abdur Rahman, Ayyoub bat en retraite vers Hérat, mais la ville est tombée entre-temps aux mains d'Abdul Quddus Khan, un général fidèle à l'émir, qui a bénéficié du soutien des habitants de la ville opposés à Ayyoub. N'ayant plus de base en Afghanistan, le prince se réfugie à nouveau de l'autre côté de la frontière perse, à Machhad.
Ayyoub tente une dernière fois de prendre le pouvoir en 1886, lorsque les Ghilzais révoltés de Hérat font appel à lui, mais cette tentative se solde par un échec,. Sa présence à Machhad nuisant à la stabilité de la région, les Britanniques convainquent les autorités persanes de le faire transporter à Téhéran. Le prince se laisse ensuite convaincre de s'installer en Inde. Il réside dès lors à Lahore, entouré de sa famille proche (ses femmes, ses douze fils et ses sept filles) et de quelques centaines de serviteurs et fidèles. Il meurt dans son sommeil en 1914, à l'âge de cinquante-sept ans.